# Sulki (województwo mazowieckie)
Sulki – wieś w Polsce położona w województwie mazowieckim, w powiecie węgrowskim, w gminie Wierzbno.
W latach 1975–1998 miejscowość położona była w województwie siedleckim.
Wierni Kościoła rzymskokatolickiego należą do parafii św. Stanisława Biskupa Męczennika w Czerwonce Liwskiej.